# اكمة الحار (حزم العدين)
اكمة الحار

تعديل مصدري - تعديل

اكمة الحار محلة تابعة لقرية الاحطوب، التابعة لعزلة الاجعوم بمديرية حزم العدين إحدى مديريات محافظة إب في الجمهورية اليمنية، بلغ تعداد سكانها 46 حسب تعداد اليمن لعام 2004.